# La Perona
La Perona fue un barrio de barracas de Barcelona, situado en un extremo del actual barrio de La Verneda y La Paz.

## Historia
El barrio se formó en 1947 y tomó el nombre de la visita que hizo ese año a la ciudad Eva Duarte de Perón, esposa de Juan Perón. Hasta 1966 el número de barracas no superó las 200 pero la desaparición de los núcleos barraquistas del Somorrostro y Montjuic incrementó su población, alcanzando las 1.000 barracas y unas 5.000 personas, en su mayoría de etnia gitana. En 1985 aún había 55 barracas y una población de unas 400 personas. En junio de 1989 se derribaron las últimas barracas y sus moradores se trasladaron, con una indemnización del ayuntamiento, a otros barrios. En el emplazamiento del barrio se encuentra, actualmente, el parque de San Martín.